# Fukushima Ryo
Ryo Fukushima (sinh ngày 17 tháng 12 năm 1992) là một cầu thủ bóng đá người Nhật Bản.

## Sự nghiệp câu lạc bộ
Ryo Fukushima đã từng chơi cho Thespakusatsu Gunma.